# Finsk stövare
Finsk stövare är en hundras från Finland. Den är en drivande hund som använts till jakt på hare och  räv. I hemlandet är den en av de allra populäraste hundraserna.

## Historia
Till grund för rasen ligger stövare ägda av guldsmeden V.E. Tammelin på 1870-talet. Dessa var en blandning av rysk stövare, kostromastövare, schweiziska stövare och foxhound. Senare har harrier, Kerry Beagle och hamiltonstövare korsats in. Man började målmedvetet avla rasen i samband med att Finska Kennelklubben grundades 1889. Den första rasstandarden fastställdes 1932.

## Egenskaper
Den finska stövaren har ett klingande drevskall, den spårar med varierad teknik och är lätt att få rådjursren. För att bli utställningschampion måste en finsk stövare ha meriter från jaktprov för drivande hund.

## Utseende
Den kan vara svår att skilja från en hamiltonstövare men har ett något grövre huvud.